# 콕보루

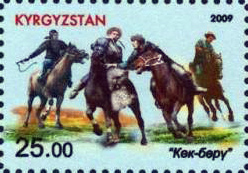

영어로 번역하면 회색 늑대인 콕 보루(Kok Boru)는 과거 유목민 남성들이 가족을 부양하기 위해 사냥하러 다녔던 때로부터 기원을 가지고 있다. 늑대는 종종 가축을 공격하여 많은 문제를 일으켰는데, 사냥에서 돌아온 후 화난 남자들은 늑대 무리를 쫓아 갔다. 무리를 따라 잡은 그들은 땅에서 달리는 늑대를 낚아채 거의 장난치듯이 서로에게 던지곤 했다. 오늘날 경기장에서는 죽은 양이나 염소를 상대의 골대에 던져 넣는다.
경기 시작 전, 심판은 죽은 염소에서 머리와 다리를 자른 몸통만을 관중석 앞의 원 안에 놓는다. 말을 탄 8명의 선수들은 청군과 백군으로 나뉘어 일렬로 대기하다가 호각이 울리면 염소 몸통을 먼저 잡으려고 돌진한다. 선수들이 탄 말이 부딪치는 소리와 관중들의 함성소리에 경기장에는 뜨거운 열기가 가득하다. 염소 몸통이 골대에 들어가면 심판은 확인 후 골을 선언하고 경기는 다시 진행된다. 콕 보루는 남성성을 극대화한 격렬한 스포츠이자 용맹한 유목민의 삶이 그대로 투영된 키르기스의 전통 말(馬) 놀이다.
2008년 5월에 타계한 키르기스스탄이 낳은 세계적인 소설가 친기스 아이트마토프는 "용감한 남자들이 즐기는 경기를 우리에게 물려준 조상에게 감사를 표하자."라고 할 정도로 오늘날까지 널리 유행하는 놀이이다. 이 경기는 2017년 유네스코 무형문화유산으로 등재되었다.